# La Fuite en avant
La Fuite en avant ou Le Compromis est un film franco-belge réalisé par Christian Zerbib en 1977 et sorti en 1983.

## Synopsis
Un travailleur mène une vie rangée entre sa femme et son enfant. Mais pressentant que sa situation professionnelle se dégrade petit à petit, il se réfugie dans l'alcool. Il s'agit donc du constat d'une certaine réalité sociale.

## Fiche technique
- Réalisation et scénario : Christian Zerbib
- Montage : Henri Colpi
- Pays :  France;  Belgique
- Année : 1977
- Durée : 86 minutes
- Tourné en couleur et en mono
- Date de sortie en salle : 26 janvier 1983 (France), 20 octobre 1981 en Belgique

## Distribution
- Bernard Blier : René
- Michel Bouquet : Vanderkeulen
- Nicoletta Machiavelli : Fiama
- Laura Betti : Léonide
- Yves Beneyton : Michel
- Jacques Denis : André
- Roger Van Hool : Deroux
- Claire Wauthion : Louise
- Roger Jendly : Storm
- Frédérique Hender : Mme Delvaux
- Roland Mahauden : Clint
- René Hainaux : Snaide
- Louise Rocco : Mme Vanderkeulen
- Raoul de Manez : M. Venzel